# Apotekerloven
Apotekerloven er i daglig tale navnet på lov om apoteksvirksomhed.
I apotekerloven er beskrevet en lang række bestemmelser for drift af apotek, deriblandt oprettelse af apoteker, apotekets opgaver, ledelse, personale, indretning, udligning, prisfastsættelse m.m.
Apotekeren er forpligtet til at overholde alle bestemmelser i apotekerloven.

## Eksterne kilder og henvisninger
- Lov om apoteksvirksomhed (Apotekerloven)

| Apoteksvæsen | Spire Denne artikel om apoteksvæsen er en spire som bør udbygges. Du er velkommen til at hjælpe Wikipedia ved at udvide den. |